# Търън
Търън, срещано и като Тарън/Трън, е село в Южна България. То се намира в община Смолян, област Смолян. 

## География
Село Търън се намира на 7 km от град Смолян и на 25 km от Пампорово. Разположено е на главен път и има отлични условия за развитие на туризъм. В близост до Търън се намират още градовете Рудозем – на 12 km и Мадан – на 8 km. Търън е съставен от 4 махали – Равнище, Ръжище, Търън и Лещище. Населението му е към 700 души.

## История
В османски поименен регистър от 1841 година се посочва, че от Търън (Тарън) са постъпили в армията 9 войници, което е доказателство, че по онова време селото е съществувало. По време на Илинденско-Преображенското въстание (1903 година) в село Търън има 145 къщи. Към 1912 – 1913 година в Търън (Трън) живеят 220 души.

## Забележителности
На 4 km от Търън се намира Момчиловата крепост, за която се носят легенди.